# إيفان موراليس برافو
إيفان موراليس برافو (بالإسبانية: Iván Morales Bravo) (29 يوليو 1999 في تشيلي - ) هو لاعب كرة قدم تشيلي في مركز الهجوم. لعب مع كولو-كولو.

## وصلات خارجية
- إيفان موراليس برافو على موقع قاعدة بيانات كرة القدم.إي يو (الإنجليزية)
- إيفان موراليس برافو على موقع ناشيونال فوتبول تيمز (الإنجليزية)
- إيفان موراليس برافو على موقع Soccerway.com (الإنجليزية)
- إيفان موراليس برافو على موقع عالم كرة القدم.نت (الإنجليزية)
- إيفان موراليس برافو على موقع AS.com (الإسبانية)